# إيجيبتوصور
إيجيبتوصورس (بالإنجليزية: Aegyptosaurus) الاسم يعني «سحلية مصرية» وهو ديناصور ضخم ينتمي إلى الصوربوديات، عاش في أفريقيا في العصر الطباشيري من 95 مليون سنة. له عنق طويل وجمجمه صغيرة وذيل طويل وهو شبيه بالأرجنتينوسورس المكتشف في أمريكا الجنوبية.
اكتشفه أرنست سترومر في عام 1932 ، وقد وجدت حفرياته في مصر، النيجر وأماكن مختلفة في الصحراء الكبرى وكانت مجموعة الحفريات المكتشفة له ضمن متحف مدينة ميونخ والذي تم تدميره في الحرب العالمية الثانية.

## وصلات خارجية
- EnchantedLearning.com (Datenblatt, engl.)
- DinoData.org (engl.)